# 東成警察署
東成警察署（ひがしなりけいさつしょ）は、大阪府警察が管轄する警察署の一つである。

## 所在地・最寄り駅
- 大阪府大阪市東成区大今里西1丁目25番15号 
  - Osaka Metro千日前線　今里駅

## 所轄
- 大阪市東成区

## 交番一覧
- 神路交番 - 大阪市東成区神路二丁目9番40号
- 新橋通交番 - 大阪市東成区大今里西三丁目18番19号
- 新道橋交番 - 大阪市東成区神路三丁目13番33号
- 中道交番 - 大阪市東成区中道四丁目4番8号
- 中本交番 - 大阪市東成区中本四丁目13番18号
- 東小橋交番 - 大阪市東成区東小橋三丁目12番15号